# Katrina Powell
Katrina Maree Powell (Canberra, 8 de abril de 1972) es una exjugadora y entrenadora australiana de hockey sobre césped. Es hermana de la también medallista olímpica Lisa Powell.

## Trayectoria
Powell tuvo su primera participación olímpica en Atlanta 1996. En el torneo derrotó en la final a Corea del Sur y ganó la medalla de oro. En Sídney 2000 le ganó la final a Argentina y consiguió su segunda medalla de oro.